# Сироквашко Олег Михайлович
Олег Михайлович Сироквашко (нар. 3 серпня 1961, Мінськ, СРСР — пом. 16 липня 2016, Берестя, Білорусь) — радянський та білоруський футболіст, футбольний тренер, виступав на позиції воротаря.

## Кар'єра гравця
Розпочинав грати в футбол у мінських командах «Торпедо» і «Буревісник». У 1981-1986 роках грав за берестейське «Динамо». У 1987 році був запрошений до головної команди республіки - «Динамо» (Мінськ), але не зміг пробитися в основний склад і наступного року повернувся у Берестя. 7 травня 1988 року захищав ворота берестської команди в товариській грі проти збірної СРСР, в якій представники другої ліги сенсаційно перемогли 1:0.
Після розпаду СРСР воротар змінив декілька клубів, в тому числі виступав у вищих лігах Узбекистану й Білорусі, а також в одному з нижчих дивізіонів чемпіонату Польщі. Завершив ігрову кар'єру в 1997 році у віці 36-ти років.

## Кар'єра тренера
Розпочав тренерську кар'єру в 1999 році, очоливши клуб «Пружани». Надалі багато років працював тренером воротарів берестейського «Динамо», а наприкінці сезону 2003 року протягом одинадцяти матчів виконував обов'язки головного тренера клубу. Також працював з іншими клубами Білорусі і входив у тренерський штаб молодіжної та олімпійської збірної країни.
Помер 16 липня 2016 року на 55-му році життя після тривалої хвороби.